# أغسطس كوبولا
أغسطس كوبولا (بالإنجليزية: August Coppola)‏ (و. 1934 – 2009 م) هو كاتب، وبروفسور، ومدرس، وكاتب عمومي، من الولايات المتحدة الأمريكية . ولد في هارتفورد، كونيتيكت .
توفي في لوس أنجلوس . بسبب نوبة قلبية . وهو والد الممثل الشهير نيكولاس كيج

## التعليم
تعلم في جامعة كاليفورنيا، لوس أنجلوس.

## روابط خارجية
- أغسطس كوبولا على موقع IMDb (الإنجليزية)